# Cầu Rewa
Cầu Rewa là cây cầu dầm bê tông bốn làn qua sông Rewa nối với Suva và Nausori ở Fiji. Cây cầu có chiều dài 425 mét (1.394 ft), bao gồm bảy nhịp nội bộ 49,5 m và nhịp cuối 39,25 m. Đây là cây cầu dài nhất ở Fiji và là cây cầu dài nhất thuộc loại này ở Nam Thái Bình Dương.
Cây cầu được tài trợ bởi sự hợp tác giữa Liên minh châu Âu và chính phủ Fiji và được xây dựng bởi Fletcher Construction cho chính phủ Fiji trong khoảng thời gian từ tháng 10 năm 2003 đến tháng 8 năm 2006 với chi phí 29,7 triệu đô la FJ.

## Cầu Rewa cũ
Cây cầu Rewa mới thay thế cây cầu thép không có cấu trúc 60 năm tuổi. Kể từ năm 2011, cây cầu Rewa cũ vẫn còn tồn tại. Đã có một đề xuất được đưa ra bởi Hội đồng thị trấn Nausori để sử dụng cây cầu cũ làm chợ trời. Tuy nhiên, vào năm 2011, Bộ công trình Fiji đã dành 1 triệu đô la FJ để phá dỡ cây cầu để các vật liệu có thể được sử dụng cho các cây cầu khác trong nước.